# Cantó d'Alfortville-Nord
El cantó d'Alfortville-Nord és un antic cantó francès del departament de Val-de-Marne, que estava situat al districte de Créteil. Comptava amb part del municipi d'Alfortville.
Al 2015 va desaparèixer i el seu territori va passar a formar part del nou cantó d'Alfortville.

## Municipis
- Alfortville (part)

## Història
| Data d'elecció                           | Identitat         | Partit | Qualitat |
| ---------------------------------------- | ----------------- | ------ | -------- |
| 1985-1988                                | Joseph Franceschi | PS     |          |
| 1988-2008                                | Roger Tisseyre    | PS     |          |
| 2008-2011                                | Luc Carvounas     | PS     |          |
| 2011-                                    | Isabelle Santiago | PS     |          |
| les dades anteriors no són pas conegudes |                   |        |          |
|                                          |                   |        |          |

## Demografia
| A partir de 1990: Població sense dobles comptes |